# In the Time of the Butterflies
In the times of butterflies (Il tempo delle Farfalle) è un film tv del 2001 diretto da Mariano Barroso.
Si basa sul romanzo Il tempo delle farfalle, di Julia Alvarez.

## Trama
Il film è dedicato all'infelice storia delle tre sorelle Minerva, Patria e María Teresa (Mate) Mirabal, assassinate nell'isola della Repubblica Dominicana il 25 novembre 1960, su mandato del dittatore Rafael Leónidas Trujillo Molina.
Nel film Salma Hayek interpreta l'intelligente e grintosa Minerva, la prima delle tre sorelle a rivolgersi con passione al movimento di dissenso nei confronti del "Jefe", il tiranno. La seguiranno, costituendo con lei un vero gruppo sovversivo, la sorella maggiore Patria e la minore Maria Teresa. Le sorelle agirono per un lungo periodo con il nome di battaglia de "Le farfalle". Le tre sorelle furono trucidate in un agguato su una strada di montagna, al ritorno da un breve viaggio sull'isola e di una visita in carcere ai tre compagni, tutti detenuti per motivi politici. I corpi delle tre donne, bastonate e strangolate, furono trovati in un burrone, nel tentativo di simulare un incidente.
Storiografia ufficiale e non ipotizzano che l'omicidio, che suscitò sull'isola grande emozione dando il via anche se non formalmente a un più ampio movimento di dissenso verso la dittatura, sia stato commissionato dallo stesso Trujillo, preoccupato dal crescente credito che "Le farfalle" stavano conquistando fra i popolani.
Una delle scene chiave del film è riferita a un episodio non storicamente confermato, un tentativo di seduzione da parte del tiranno nei confronti proprio di Minerva, che respinse sdegnata e in pubblico le avances del Jefe, scatenandone l'odio nei confronti suoi e della sua famiglia.
Alla storia delle tre sorelle uccise il 25 novembre 1960 è dedicato il libro di Julia Alvarez "Il tempo delle farfalle". La data del massacro è divenuta la Giornata internazionale per l'eliminazione della violenza contro le donne.